# Marvel Comics 2
Marvel Comics 2  (MC2) è un marchio editoriale della casa editrice statunitense Marvel Comics le cui storie descrivono una cronologia futura alternativa per l'Universo Marvel; la linea esordisce  con gli eventi narrati in What If? n. 105 (febbraio 1998), nel quale esordì il personaggio di Spider-Girl, figlia di Spider-Man in questo futuro alternativo.

## Storia editoriale
L'Universo MC2 venne concepito dallo scrittore/curatore editoriale Tom DeFalco come una versione alternativo dell'Universo Marvel, ambientato ancora nel presente ma con le prime apparizioni della maggior parte dei supereroi Marvel risalenti a quindici anni prima rispetto alla continuità principale. L'obiettivo era quello di produrre storie a fumetti che fossero accessibili a un pubblico più ampio rispetto a quello principale della Marvel e liberi in tal modo da decenni di continuity pregressa.
Le prime tre serie della linea MC2 esordirono a ottobre 1998 come miniserie di dodici numeri:
- Spider-Girl, con protagonista la figlia di Spider-Man;
- A-Next, (ottobre 1998 - settembre 1999), con una nuova squadra di Vendicatori che si forma dopo che la versione originale si è sciolta;
- J2, (ottobre 1998 - settembre 1999), con protagonista il figlio del Juggernaut, un adolescente eroico.

Spider-Girl continuò la pubblicazione mentre le ultime due serie, alla loro conclusione furono sostituite da:
- Fantastic Five, (ottobre 1999 - febbraio 2000), versione ampliata dei Fantastic Four;
- Wild Thing, con la figlia di Elektra e di Wolverine.

Queste due serie vennero pubblicate per cinque numeri prima di chiudere lasciando solo Spider-Girl come unico titolo dell'universo MC2 ancora pubblicato. Alcune serie spin-off sono state lanciate durante il periodo in cui è stata pubblicata Spider-Girl, come Darkdevil e Spider-Girl Presents The Buzz. Spider-Girl venne poi cancellato e rilanciato più volte.